# 増子喜一郎
増子 喜一郎（ますこ きいちろう、1865年12月19日（慶応元年11月2日）- 1924年（大正13年）2月11日）は、日本の教育家である。

## 経歴・人物
越後に生まれ、帰郷して苦学を重ねた後に上京する。後に当時大日本帝国海軍少将だった世良田亮からの援助を受け、1887年（明治20年）に世良田が清朝へ派遣されたことによりその従者として彼と共に天津で同朝の研究に携わった。1890年（明治23年）に帰国し、その後は東京専門学校（現在の早稲田大学）政治科に入学する。
1893年（明治26年）に卒業後は同校の舎監を務め、後に早稲田尋常中学校（現在の早稲田中学校・高等学校）の創立時の際にその事務として活動する。その後は同校の幹事に就任し、その経営の傍らで1924年（大正13年）に死去するまで日中提携の信条に基づいて同校に通学する中国人留学生の庇護にもあたった。